# ニューギニアブナ
ニューギニアブナ(学名:Nothofagus grandis)は、ニューギニア島に自生するナンキョクブナ科の樹木で、英名をNew Guinea beech、インドネシア（イリアン・ジャヤ）名をdiri、taro、パプア・ニューギニア名でgripeという。

## 形態
高さ45mまで、直径2.5mまでになる大高木で、樹幹は通直、ときに小さい板根が出る。樹皮は灰色を呈しほぼ平滑である。葉は長楕円形などで長さ4.5-10cm、幅2-5cmで鈍頭で微凹端、基部は広い楔形を示す。全縁で、中肋は少なくとも半長まで隆条が あり、紅染している。側脉は7-9対である。葉柄の長さは3-10mm、托葉は楕円形で長さ5-7mmである。雄花序は長さ2-9mmの柄があって、花を3個ずつつける。雌花は単出する。殻斗は広い楕円形で長さ13-17mm、2-4層からなり、無柄または長さ1-4mmの柄がある。堅果は菱形または球形で長さ7-10mmである。

## 利用
材は散孔材で、心材は淡紅褐色から紅褐色をしており木理はほぼ通直であるが波状を示すものがあり、肌目はやや精である。材は強度がやや大きく、切削加工などは比較的容易で仕上げ面は良好である。心材は耐朽性がややあるが、防腐薬剤の注入は困難である。
パプア・ニューギニア地域の一般材の一つで、一般構造物、建築構造材、フローリング・パネルなどを含む建築内装・造作材、家具、工具の柄・紡績のシャットル・靴型などを含む器具・機械材、橋梁・埠頭用その他の土木材などに用いられる。
樹は街路樹、庭園樹に植栽されることがある。 　
現地民は葬儀の後、死者からの病気の移りを消すために、この樹の葉をすりつぶしワラビ類（ pteridium aquilinum KUHN ）の葉と魚を混ぜて食べる習俗がある。 　